# Yūko Miyamura
Yūko Miyamura (宮村 優子?, Miyamura Yūko; Kōbe, 4 dicembre 1972) è una doppiatrice e cantante giapponese.

## Biografia
Diplomatasi presso la divisione teatrale della Tōhō Gakuen College of Drama and Music, il suo vezzeggiativo è Miyamū (みやむー?, Miyamū). È sposata con Seki Takayuki, con il quale ha avuto due figli. È principalmente conosciuta per aver doppiato i personaggi di Asuka Sōryū Langley in Neon Genesis Evangelion, Kazuha Toyama in Detective Conan ed Hinagiku Tamano/Angel Daisy in Wedding Peach.
Miyamura ha inoltre pubblicato numerosi CD come cantante ed ha recitato in un piccolo ruolo da attrice nel film Battle Royale, nel ruolo dell'annunciatrice delle regole dell'evento. È affiliata con l'agenzia Techno Sound come direttrice del suono e con la Japan Action Enterprises come doppiatrice. Nel maggio 2007 le è stato diagnosticato il morbo di Basedow-Graves dopo aver sofferto un esoftalmo. Attualmente, vive in Australia con il marito.

## Ruoli principali

### Serie televisive
- Astro Boy (Mimi)
- Berserk (Caska)
- Brave Police J-Decker (Regina)
- CLAMP Detective (Utako Ōkawa)
- Detective Conan (Kazuha Toyama)
- Dragon Ball Z (Maron)
- Eat-Man '98 (Maira)
- Great Teacher Onizuka (Nanako Mizuki)
- Hyper Police (Natsuki Sasahara)
- Juuni Senshi Bakuretsu Eto Ranger (Souffle)
- My-HiME (Alyssa Searrs)
- Neon Genesis Evangelion (Asuka Sōryū Langley)
- Neo Ranga (Ushio Shimabara)
- NieA 7 (Niea)
- Outlaw Star (Aisha Clanclan)
- Pokémon (Akane (Chiara nella versione italiana))
- Spirit Hero Wataru (Suzume)
- Starship Girl Yamamoto Yohko (Ayano Elizabeth Hakuhōin)
- Those Who Hunt Elves (Ritsuko Inoue)
- VS Knight Lamune & 40 Fire (Parfait)
- Wedding Peach (Hinagiku Tamano/Angel Daisy)
- Moonlight Mask (Naoto Yamamoto (prima voce))

### OVA
- Wedding Peach DX (Hinagiku Tamano/Angel Daisy)
- Apocalypse Zero (Megumi)
- My Dear Marie (Marie)
- Starship Girl Yamamoto Yohko (Ayano Elizabeth Hakuhōin)
- Vampire Hunter: The Animated Series (Lei-Lei)
- Variable Geo (Satomi Yajima)

### Film
- Evangelion: 2.0 You Can (Not) Advance (Asuka Shikinami Langley)
- Evangelion: 3.0 You Can (Not) Redo (Asuka Shikinami Langley)
- Evangelion: 3.0+1.0 Thrice Upon a Time (Asuka Shikinami Langley)
- Gundam Wing: Endless Waltz (Girl A)
- Samurai X The Motion Picture (Toki Takatsuki)

### Videogiochi
- Berserk Millennium Falcon Arc: Chapter of the Holy Demon War (Casca)
- Black/Matrix (Michette)
- Brave Fencer Musashi (Gingerelle)
- Burning Rangers (Tillis)
- Crime Crackers 2 (Caesar)
- Detective Conan: Tsuioku no Mirajiyu (Kazuha Toyama)
- Drakengard (Folletto)
- Goddess of Victory: Nikke (Asuka Shikinami Langley)
- Kindaichi Case Files series (Miyuki Nanase)
- Kingdom Hearts Re:Chain of Memories (Larxene)
- Kingdom Hearts II Final Mix (Larxene)
- Kingdom Hearts 358/2 Days (Larxene)
- Kingdom Hearts III (Larxene)
- Marvel Super Heroes vs. Street Fighter (Chun-Li)
- Marvel vs. Capcom: Clash of Super Heroes (Chun-Li, Shadow Lady, Michelle Heart)
- Marvel vs. Capcom 2: New Age of Heroes (Chun-Li)
- Neon Genesis Evangelion (videogioco) (Asuka Sōryū Langley)
- Pocket Fighter (Chun-Li)
- Soul Blade (Seong Mi-na)
- Street Fighter Alpha: Warriors' Dreams (Chun-Li, Rose)
- Street Fighter Alpha 2 (Chun-Li, Rose)
- Street Fighter Alpha 3 (Chun-Li)
- Street Fighter EX (Chun-Li)
- Street Fighter EX 2 (Chun-Li)
- Street Fighter EX 3 (Chun-Li)
- Super Puzzle Fighter II Turbo (Chun-Li)
- Super Robot Wars F (Grace Urigin)
- Super Robot Wars Alpha (Asuka Sōryū Langley)
- Super Robot Wars Alpha 3 (Asuka Sōryū Langley)
- Super Robot Wars Z3: Hell Chapter (Asuka Shikinami Langley)
- Super Robot Wars Z3: Heaven Chapter (Asuka Shikinami Langley)
- Super Robot Wars V (Asuka Shikinami Langley)
- Sword of the Berserk: Guts' Rage (Casca)
- Tail Concerto (Alicia Pris)
- The Hokkaido Serial Murder Case: The Okhotsk Disappearance ~Memories in Ice, Tearful Figurine~ (Akemi)
- X-Men vs. Street Fighter (Chun-Li)